# Павутиння Шарлотти (фільм, 1973)
«Павутиння Шарлотти» (англ. Charlotte's Web) — мультфільм, створений студією Ханна-Барбера. Прем'єра відбулася в США 1 березня 1973 року. Це екранізація книги Елвін Брукс Вайта «Павутиння Шарлотти».
Основні ролі озвучили Деббі Рейнольдс, Генри Гибсон, Пол Линде, Агнес Мургед, Рекс Аллен, Марта Скотт, і Дейв Мэдден. 18 березня 2003 року. студія Paramount випустила сіквел — «Павутиння Шарлотти 2: Велика пригода Вілбура», i живуть дію виробництво оригінальних книг у 2006 році.

## Сюжет
У господарстві фермера Джона народились поросята. Однак один з них — недоросток, у зв'язку з чим Джон хоче «покінчити з ним». Почувши про це, дочка фермера Ферн бере порося під захист, дає йому ім'я «Вілбур» і береться виростити його. Тим не менш, через шість місяців порося все-таки продають, і він дізнається про свою майбутню долю — потрапити на стіл як їжа.

## Ролі озвучували
| Генри Гибсон     | Вілбур                           |
| Деббі Рейнольдс  | Шарлот                           |
| Пол Линде        | Темплетон                        |
| Агнес Мургед     | Гусак                            |
| Памелин Фердин   | Папороть Арабська                |
| Боб Холт         | Гомер Цукерман                   |
| Джоан Гербер     | Едіт Цукерман / Mrs. метушливого |
| Джона Стивенсона | Джон Орний                       |
| Дон Мессик       | Джеффрі                          |
| Рекс Аллен       | Розповідач                       |
| Марта Скотт      | Г-жа Орний                       |
| Херб Вигран      | Lurvy                            |
| Дейв Мэдден      | Рам                              |